# Alfabeto ucraniano
El alfabeto ucraniano (en ucraniano: Український Алфавіт, romanizado: Ukraínski Alfavit) es la variante del alfabeto cirílico utilizado para escribir el ucraniano, la lengua oficial de Ucrania. Es una de las variaciones nacionales del alfabeto cirílico.

## Alfabeto
El alfabeto consta de treinta y tres letras, que representan a treinta y ocho fonemas (unidades significativas de sonido) y un signo adicional: el apóstrofo. La ortografía del ucraniano se basa en el principio del fonema, con una letra que corresponde generalmente a un fonema. La ortografía también tiene casos en donde se aplican los principios semánticos, históricos y morfológicos.
| Alfabeto ucraniano moderno |     |     |     |     |     |     |     |     |     |     |  |
| А а                        | Б б | В в | Г г | Ґ ґ | Д д | Е е | Є є | Ж ж | З з | И и |  |
| І і                        | Ї ї | Й й | К к | Л л | М м | Н н | О о | П п | Р р | С с |  |
| Т т                        | У у | Ф ф | Х х | Ц ц | Ч ч | Ш ш | Щ щ | Ь ь | Ю ю | Я я |  |

### Consonantes, vocales y semivocales
- Veinte letras consonantes (б, г, ґ, д, ж, з, к, л, м, н, п, р, с, т, ф, х, ц, ч, ш, щ).
- Diez vocales (а, е, є, и, і, ї, о, у, ю, я)[2]
- Dos semivocales (И, y В).
- El signo suave Ь no tiene valor fonético en sí, sino que indica ablandamiento (palatalización) de una consonante precedente.

Además, ciertas consonantes se palatizan si van seguidas de ciertas vocales: д, з, л, н, с, т, ц y дз se suavizan cuando son seguidas por una vocal suave: є, і, ї, ю, я.

### Apóstrofo
El apóstrofo invalida la palatalización en los lugares donde se aplica mediante reglas ortográficas normales, como el signo duro Ъ en el idioma ruso. También se conserva en la transliteración del alfabeto latino: Кот-д'Івуар (Côte d'Ivoire, Costa de Marfil) y О'Тул (O'Toole).

### Excepciones
Hay otras excepciones al principio de fonemas en el alfabeto. Algunas letras representan dos fonemas: щ /ʂʈ͡ʂ/, ї /ji/ o /jɪ/, y є /jɛ/, ю /ju/, я /jɑ/ cuando no palatalizan una consonante precedente. Los dígrafos дз y дж se utilizan normalmente para representar africadas individuales /dz/ y /ɖ͡ʐ/. La palatalización de las consonantes ante е, у, а se indica escribiendo la letra correspondiente є, ю, я lugar (pero antes de la palatalización і por lo general no está indicado).

## Comparación con otros alfabetos cirílicos
En comparación con otros alfabetos cirílicos, el alfabeto ucraniano moderno se asemeja a los de otras lenguas eslavas orientales como el bielorruso, el ruso y el rusino.
Se han conservado las dos primeras letras del cirílico І y И para representar sonidos relacionados /i/ y /ɪ/, así como las dos formas históricas Е y Є.
Las letras diferentes son las siguientes:
- Г, que se utiliza para el sonido poco común oclusivo velar sonoro similar a una letra j, o una g en lengua neerlandesa, lo que representa una consonante fricativa laringal ɦ.
- Ї, similar al sonido yí.
- El apóstrofo (') también se utiliza en bielorruso, y su misma función se utiliza en ruso con el signo duro (ъ); por ejemplo, en la palabra rusa «объект» y en la ucraniana «об'єкт» 'objeto'.

### Alfabeto manuscrito y alfabeto cursivo ucraniano
Alfabeto ucraniano manuscrito
| Alfabeto ucraniano cursivo |     |     |     |     |     |     |     |     |     |     |  |
| А а                        | Б б | В в | Г г | Ґ ґ | Д д | Е е | Є є | Ж ж | З з | И и |  |
| І і                        | Ї ї | Й й | К к | Л л | М м | Н н | О о | П п | Р р | С с |  |
| Т т                        | У у | Ф ф | Х х | Ц ц | Ч ч | Ш ш | Щ щ | Ь ь | Ю ю | Я я |  |

## Nombre de las letras y pronunciación
| Normal | Cursiva | Valor fonético | Transliteración          | Nombre ucraniano (transliteración)      |
| ------ | ------- | -------------- | ------------------------ | --------------------------------------- |
| А а    | А а     | ɑ              | a                        | а (a)                                   |
| Б б    | Б б     | b              | b                        | бе (be)                                 |
| В в    | В в     | w              | v                        | ве (ve)                                 |
| Г г    | Г г     | ɦ              | h ·                      | ге (he)                                 |
| Ґ ґ    | Ґ ґ     | g              | g                        | ґе (ge)                                 |
| Д д    | Д д     | d              | d                        | де (de)                                 |
| Е е    | Е е     | ɛ              | e                        | е (e)                                   |
| Є є    | Є є     | jɛ, ʲɛ         | je                       | є (je)                                  |
| Ж ж    | Ж ж     | ʒ              | zh, como la j francesa · | же (zhe)                                |
| З з    | З з     | z, zʲ          | z ·                      | зе (ze)                                 |
| И и    | И и     | ɪ̈              | y ·                      | и (y)                                   |
| І і    | І і     | i              | i                        | і (i)                                   |
| Ї ї    | Ї ї     | ji, ʲi         | ji                       | ї (ji)                                  |
| Й й    | Й й     | j              | j                        | й (j)                                   |
| К к    | К к     | k              | k                        | ка (ka)                                 |
| Л л    | Л л     | l, lʲ          | l                        | ел (el)                                 |
| М м    | М м     | m              | m                        | ем (em)                                 |
| Н н    | Н н     | n, nʲ          | n                        | ен (en)                                 |
| О о    | О о     | ɔ              | o                        | о (o)                                   |
| П п    | П п     | p              | p                        | пе (pe)                                 |
| Р р    | Р р     | r, rʲ          | r                        | ер (er)                                 |
| С с    | С с     | s, sʲ          | s                        | ес (es)                                 |
| Т т    | Т т     | t, tʲ          | t                        | те (te)                                 |
| У у    | У у     | u              | u                        | у (u)                                   |
| Ф ф    | Ф ф     | f              | f                        | еф (ef)                                 |
| Х х    | Х х     | x              | kh                       | ха (kha)                                |
| Ц ц    | Ц ц     | ts             | c                        | це (ce)                                 |
| Ч ч    | Ч ч     | tʃ             | ch                       | че (cha)                                |
| Ш ш    | Ш ш     | ʃ              | sh                       | ша (sha)                                |
| Щ щ    | Щ щ     | ʃtʃ            | shch                     | ща (shcha, scha)                        |
| Ь ь    | Ь ь     | ʲ              | '                        | м’який знак (mjakyj znak; signo blando) |
| Ю ю    | Ю ю     | ju, ʲu         | ju                       | ю (yu, iu)                              |
| Я я    | Я я     | ja, ʲa         | ja                       | я (ya, ia)                              |
| '      |         |                |                          | апостроф (apóstrofo, no es una letra).  |

## Configuración del teclado
En un teclado de computadora para el idioma ucraniano, usando el sistema operativo MS Windows los caracteres están dispuestos según se indica: